# Смейл, Стивен
Сти́вен Смейл (англ. Stephen Smale, 15 июля 1930) — американский математик. Открыл теоретическую возможность выворачивания сферы наизнанку, за что был удостоен премии Филдса в 1966 году.

## Биография
Поступил в Мичиганский университет в 1948 году, однако усваивал программу с большим трудом. Тем не менее, ему удалось поступить в аспирантуру, где он получил степень доктора философии в 1957 году под руководством Рауля Ботта.
Преподавал в колледже при Чикагском университете.
Возглавлял факультет математики Калифорнийского университета в Беркли в 1960—1961 и 1964—1995 годах.

## Научные интересы
В 1958 году произвёл сенсацию в дифференциальной топологии открытием возможности «вывернуть наизнанку» сферу в трёхмерном пространстве, впоследствии названной парадоксом его имени. Вёл также исследования по топологии и динамическим системам, где его именем была названа подкова Смейла.
В 1998 году составил список из 18 задач математики, которые, по его мнению, должны быть решены в XXI веке. Этот список составлен в духе проблем Гильберта, и, как и составленные позднее задачи Тысячелетия, включал гипотезу Римана, вопрос о равенстве классов P и NP, проблему решения уравнений Навье — Стокса, а также доказанную позже Григорием Перельманом гипотезу Пуанкаре.
В 2007 году был удостоен премии Вольфа по математике. Также является членом Национальной академии наук США и Американской академии искусств и наук.
Работает в должности профессора в Технологическом институте Toyota в Чикаго (англ. Toyota Technological Institute at Chicago).

## Память
В честь Стивена Смейла назван астероид 10287 Smale, открытый астрономом Людмилой Карачкиной в Крымской астрофизической обсерватории 21 октября 1982 года.